# Grafton (Nebraska)
Grafton és una població dels Estats Units a l'estat de Nebraska. Segons el cens del 2000 tenia 152 habitants.

## Demografia
Segons el cens del 2000, Grafton tenia 152 habitants, 68 habitatges, i 46 famílies. La densitat de població era de 167,7 habitants per km².
Dels 68 habitatges en un 20,6% hi vivien nens de menys de 18 anys, en un 55,9% hi vivien parelles casades, en un 8,8% dones solteres, i en un 30,9% no eren unitats familiars. En el 27,9% dels habitatges hi vivien persones soles l'11,8% de les quals corresponia a persones de 65 anys o més que vivien soles. El nombre mitjà de persones vivint en cada habitatge era de 2,22 i el nombre mitjà de persones que vivien en cada família era de 2,64.
Per edats la població es repartia de la següent manera: un 19,7% tenia menys de 18 anys, un 7,2% entre 18 i 24, un 21,1% entre 25 i 44, un 30,3% de 45 a 60 i un 21,7% 65 anys o més.
L'edat mediana era de 46 anys. Per cada 100 dones de 18 o més anys hi havia 96,8 homes.
La renda mediana per habitatge era de 27.500 $ i la renda mediana per família de 36.250 $. Els homes tenien una renda mediana de 35.625 $ mentre que les dones 19.250 $. La renda per capita de la població era de 16.348 $. Cap de les famílies i el 4,9% de la població estaven per davall del llindar de pobresa.

## Poblacions més properes
El següent diagrama mostra les poblacions més properes.